# Omphalotus subilludens
Omphalotus subilludens är en svampart som först beskrevs av William Alphonso Murrill, och fick sitt nu gällande namn av Howard Elson Bigelow 1982. Omphalotus subilludens ingår i släktet Omphalotus och familjen Marasmiaceae.   Inga underarter finns listade i Catalogue of Life.